# Denise Saraceni
Denise Nunes Saraceni (Río de Janeiro, 30 de marzo de 1954) es una directora de televisión brasileña.
Sobrina de Paulo César Saraceni, exponente del Cine nuevo, fue la primera mujer en ocupar el puesto de directora de núcleo de la Rede Globo.

## Carrera

### En televisión
Novelas
- 2016 A Lei do Amor (Dirección)
- 2014 Hombre nuevo (Dirección de Núcleo)
- 2013 Saramandaia (Dirección General y Núcleo)
- 2012 Encantadoras (Dirección de Núcleo)
- 2010/2011 Passione (Dirección General y Núcleo)
- 2008 Ciranda de Pedra (Dirección de Núcleo)
- 2005/2006 Belíssima (Dirección General y Núcleo)
- 2004 El color del pecado (Dirección General y Núcleo)
- 2002/2003 Sabor da Paixão (Dirección General y Núcleo)
- 2001 Estrela-Guia (Dirección General y Núcleo)
- 1998/1999 Torre de Babel (Dirección general y Núcleo)
- 1997/1998 Anjo Mau (Dirección general)
- 1991/1992 Felicidade (Dirección general)
- 1990 Mico Preto (Dirección)
- 1989 O Salvador da Pátria (Dirección)
- 1988 Fera Radical (Dirección)
- 1987 Helena (Rede Manchete) (Dirección)
- 1986 Novo Amor (Rede Manchete) (Dirección)

Miniseries
- 2008 Queridos Amigos (Dirección general y Núcleo)
- 2000 A Muralha (Dirección general y Núcleo)
- 1995 Engraçadinha, seus amores e seus pecados (Dirección general)
- 1994 Memorial de Maria Moura (Dirección)
- 1994 A Madona de Cedro (Dirección)
- 1993 Agosto (Dirección)
- 1990 Desejo (Dirección)
- 1985 O Tempo e o Vento (Dirección)
- 1984 Meu destino é pecar (Dirección)

Diversos
- 201? Pixinguinha - Um Homem Carinhoso[1]
- 2009 Dó Ré Mi Fábrica (especial) (Dirección y Núcleo)
- 2009 Tudo Novo de Novo (serie) (Dirección general y Núcleo)
- 2008 O Natal do Menino Imperador (especial) (Dirección y Núcleo)
- 1996 A vida como ela é (serie) (Dirección)
- 1990 Delegacia de Mulheres (serie) (Dirección)